# Big Mama (Film)
Big Mama ist ein US-amerikanischer Dokumentarfilm aus dem Jahr 2000.

## Handlung
Viola Dees ist eine ältere und kränkelnde Frau, die ihren Enkel Walter versorgt. Der verwaiste Junge ist ein Problemkind, rebellisch und destruktiv. Niemand sonst aus der Familie ist in der Lage, Walter zu versorgen und zu erziehen. Die Situation, von den Behörden unterschätzt, spitzt sich immer mehr zu. Mit ihren 90 Jahren wird Viola als für zu alt befunden. Sie erleidet einen Herzinfarkt, als Walter mit Feuer spielt und das Haus abbrennt. Die Behörden trennen die beiden und setzen durch, dass der Junge in einer speziellen Einrichtung untergebracht wird.

## Auszeichnungen
2001 wurde der Film in der Kategorie Bester Dokumentar-Kurzfilm mit dem Oscar ausgezeichnet.
Gewinnen konnte er auch das Crystal Heart beim Heartland Film Festival und den Golden Gate Award beim San Francisco International Film Festival.

## Hintergrund
Viola Dees war zum Zeitpunkt der Entstehung des Films 90 Jahre alt. Sie starb mit 91 Jahren. Das Filmmaterial wurde dem Los Angeles Department of Children and Family Services zur Verfügung gestellt, die das elf Stunden dauernde Dokument sichteten.